# Liste der Baudenkmäler in Ettringen (Wertach)
Auf dieser Seite sind die Baudenkmäler in der schwäbischen Gemeinde Ettringen zusammengestellt. Diese Tabelle ist eine Teilliste der Liste der Baudenkmäler in Bayern. Grundlage ist die Bayerische Denkmalliste, die auf Basis des Bayerischen Denkmalschutzgesetzes vom 1. Oktober 1973 erstmals erstellt wurde und seither durch das Bayerische Landesamt für Denkmalpflege geführt wird. Die folgenden Angaben ersetzen nicht die rechtsverbindliche Auskunft der Denkmalschutzbehörde.

## Baudenkmäler nach Ortsteilen

### Ettringen
| Lage                            | Objekt                                          | Beschreibung | Akten-Nr.              | Bild           |
| ------------------------------- | ----------------------------------------------- | --- | ---------------------- | -------------- |
| Hauptstraße 1 (Standort)        | Ehemaliges Mesnerhaus                           | zweigeschossiger traufständiger Satteldachbau mit Tennendurchfahrt, Wohnteil mit Fassadengliederung, 1791/92 errichtet (dendrochronologisch datiert), zweigeschossiger Anbau, 19. Jahrhundert, Wirtschaftsteil modern ausgebaut | D-7-78-137-20          | weitere Bilder |
| Hauptstraße 3 (Standort)        | Katholische Pfarrkirche St. Martin und Nikolaus | pilastergegliederter Saalbau mit eingezogenem Chor und nördlichem Turm mit Spitzhelm, Turmunterbau wohl 2. Hälfte 15. Jahrhundert, Turmerhöhung um 1711/12, Langhaus von Johann Martin Stiller 1785–87; mit Ausstattung.        | D-7-78-137-1           | weitere Bilder |
| Türkheimer Straße 2 (Standort)  | Gasthaus                                        | zweigeschossiger Giebelbau mit Steilsatteldach und Gesimsgliederung, im Kern 18. Jahrhundert; Stadel, gemauerter Satteldachbau mit zwei stichbogigen Toren, bezeichnet 1784.                                                    | D-7-78-137-3 Wikidata  | weitere Bilder |
| Türkheimer Straße 17 (Standort) | Bauernhaus                                      | zweigeschossiger Mitterstallbau mit Satteldach und Segmentbogenfenstern, Ende 19. Jahrhundert | D-7-78-137-19 Wikidata | Bauernhaus     |

### Aletshofen
| Lage                    | Objekt      | Beschreibung                                                                                               | Akten-Nr.             | Bild           |
| ----------------------- | ----------- | --- | --------------------- | -------------- |
| Aletshofen 5 (Standort) | Ortskapelle | kleiner Bau mit halbrundem Schluss und Dachreiter mit Zeltdach, um Mitte 18. Jahrhundert; mit Ausstattung. | D-7-78-137-5 Wikidata | weitere Bilder |

### Ettringermühle
| Lage                         | Objekt         | Beschreibung                                                                              | Akten-Nr.             | Bild           |
| ---------------------------- | -------------- | ----------------------------------------------------------------------------------------- | --------------------- | -------------- |
| Kapellenstraße 28 (Standort) | Baindl-Kapelle | neuromanischer Bau mit dreiseitigem Schluss, 3. Viertel 19. Jahrhundert; mit Ausstattung. | D-7-78-137-6 Wikidata | weitere Bilder |

### Forsthofen
| Lage                    | Objekt             | Beschreibung | Akten-Nr.             | Bild           |
| ----------------------- | ------------------ | --- | --------------------- | -------------- |
| Forsthofen 9 (Standort) | Kapelle St. Joseph | Schlichter Bau mit dreiseitigem Schluss und Dachreiter mit geschweifter Haube, 18. Jahrhundert; mit Ausstattung | D-7-78-137-7 Wikidata | weitere Bilder |

### Kirch-Siebnach
| Lage                        | Objekt                            | Beschreibung | Akten-Nr.             | Bild           |
| --------------------------- | --------------------------------- | --- | --------------------- | -------------- |
| Kirch-Siebnach 2 (Standort) | Katholische Pfarrkirche St. Georg | Pilastergegliederter Saalbau mit eingezogenem Chor und nördlichem Turm mit Zwiebelhaube, Turmunterbau zweite Hälfte 15. Jahrhundert, Neubau von Michael Stiller, 1718/19; mit Ausstattung | D-7-78-137-8 Wikidata | weitere Bilder |

### Ostettringen
| Lage                                 | Objekt             | Beschreibung | Akten-Nr.              | Bild               |
| ------------------------------------ | ------------------ | --- | ---------------------- | ------------------ |
| Fabrikstraße 1 (Standort)            | Villa              | Zweigeschossiger Walmdachbau mit Zwerchgiebel, reicher Fassadengliederung und Stuckdekor, 1923 | D-7-78-137-9 Wikidata  | Villa              |
| Rechbergstraße 11 (Standort)         | Ehemalige Brauerei | Stattlicher erdgeschossiger Satteldachbau mit zweigeschossigem Giebel, 1836 | D-7-78-137-11 Wikidata | Ehemalige Brauerei |
| Rechbergstraße 12, 14, 16 (Standort) | Gutshof            | Wohnbauten, zweigeschossige, spätklassizistische Walmdachbauten, bezeichnet mit "1842"; Ökonomiegebäude, mit Wagnerei, zweigeschossige Sattel- und Walmdachbauten, wohl gleichzeitig; Einfahrt mit Torpfeilern, gleichzeitig | D-7-78-137-10 Wikidata | Gutshof            |

### Siebnach
| Lage | Objekt             | Beschreibung | Akten-Nr.              | Bild           |
| --- | ------------------ | --- | ---------------------- | -------------- |
| Markt Walder Straße 7 (Standort)                                                                            | Pfarrhof           | zweigeschossiger Satteldachbau mit pilastergerahmtem Portal, profiliertem Traufgesims und Putzdekor, Ladeluken und Kranbalken, bezeichnet 1708; Pfarrstadel, erdgeschossiger Satteldachbau mit vermauertem Rundbogentor an der Ostseite, 1. Hälfte 19. Jahrhundert. | D-7-78-137-12 Wikidata | weitere Bilder |
| Markt Walder Straße 14 (Standort)                                                                           | Kapelle St. Anna   | Chorturmkirche, oktogonaler Zentralbau mit Zeltdach und östlichem Turm mit Spitzhelm, von Johann Schmuzer, 1682; mit Ausstattung | D-7-78-137-13 Wikidata | weitere Bilder |
| St.-Georg-Straße 9 (Standort)                                                                               | Gasthof zum Mohren | zweigeschossiger Satteldachbau mit profilierten Gesimsen, 18. Jahrhundert. | D-7-78-137-14 Wikidata | weitere Bilder |
| Kirchweg (an der Westseite des Weges nach Kirch-Siebnach, 50 m südlich des Weges zum Ziegelberg) (Standort) | Steinkreuz         | Sandstein, spätmittelalterlich | D-7-78-137-15 Wikidata | weitere Bilder |

### Traunried
| Lage                    | Objekt                           | Beschreibung | Akten-Nr.              | Bild           |
| ----------------------- | -------------------------------- | --- | ---------------------- | -------------- |
| Traunried 3 (Standort)  | Hofschmiede                      | erdgeschossiger Satteldachbau mit Zackenfries unter der Traufe und halbrunden Fenstern, bez. 1700                                           | D-7-78-137-16 Wikidata | Hofschmiede    |
| Traunried 28 (Standort) | Katholische Kapelle St. Wendelin | pilastergegliederter Saalbau mit halbrundem Schluss und Dachreiter mit Zwiebelhaube, frühes 18. Jahrhundert, 1819 erneuert; mit Ausstattung | D-7-78-137-17 Wikidata | weitere Bilder |

## Abgegangene Baudenkmäler
In diesem Abschnitt sind Objekte aufgeführt, die früher einmal in der Denkmalliste eingetragen waren, jetzt aber nicht mehr existieren, z. B. weil sie abgebrochen wurden. Aktennummern in diesem Abschnitt sind ehemalige, jetzt nicht mehr gültige Aktennummern.

| Lage                                          | Objekt            | Beschreibung | Akten-Nr.              | Bild              |
| --------------------------------------------- | ----------------- | --- | ---------------------- | ----------------- |
| Ettringen Türkheimer Straße 4 (Standort)      | Gemauerter Stadel | "Schnatterbauerstadel", ehem. Zehentstadel, bezeichnet 1784, ehemals zum Gasthaus (Nr. 2) gehörig. 2009 abgebrochen. | D-7-78-137-18 Wikidata | Gemauerter Stadel |
| Ettringen Tussenhauser Straße 4, 6 (Standort) | Pfarrstadel       | Satteldachbau mit korbbogigen Tennentoren, 2. Hälfte 18. Jahrhundert. 2000 abgebrochen.                              | D-7-78-137-4 Wikidata  | Pfarrstadel       |